# Wolfgang von Gahlen-Hoops
Wolfgang von Gahlen-Hoops (* 1974) ist ein deutscher Pflegepädagoge, Pflegewissenschaftler und Hochschullehrer. Er ist Mitglied der Fachkommission nach dem Pflegeberufegesetz.

## Leben
Wolfgang von Gahlen-Hoops legte das Abitur im Jahr 1994 am Gymnasium in Soltau ab. Im Jahr 1998 beendete er erfolgreich seine Pflegeausbildung an der Krankenpflegeschule Bethel in Bielefeld. Es folgte ein Lehramtsstudium für berufsbildende Schulen mit den Fächern Pflegewissenschaft und Evangelische Theologie an der Universität Osnabrück, das von Gahlen-Hoops 2004 als Diplom-Pflegelehrer beendete. In seiner Abschlussarbeit beschäftigte er sich mit lebensweltlichen Pflegephänomenen. In den Jahren zwischen 2006 und 2013 war Wolfgang von Gahlen-Hoops wissenschaftlicher Mitarbeiter an der Universitäten Hamburg (Lehrstuhl Ulrike Greb) sowie der TU Dresden (Lehrstuhl Roswitha Ertl-Schmuck) und befasste sich mit der Lehrerbildung für Gesundheits- und Pflegelehrer. Im Jahr 2012 schloss er seine Promotion an der Universität Hamburg zum Darstellungsproblem des Pflegerischen ab. Die Promotion erschien im Jahr 2013 unter dem Titel „Pflege als Performance“. In den Jahren zwischen 2009 und 2016 arbeitete er als zunächst als Lehrer und später als Schulleiter an den WBS Schulen Dresden und war dort verantwortlich für den Aufbau von insgesamt sechs Schulen im Bereich Gesundheit, Pflege und Soziales. 2015 erhielt er eine Vertretungsprofessur im Modellstudiengang „Berufspädagogik für Gesundheitsberufe“ an der Hochschule Neubrandenburg, ein Jahr später erfolgte der Ruf auf die entsprechende Professur an dieser Hochschule in Kooperation mit der Universität Rostock. An der Hochschule Neubrandenburg konzipierte er einen primärqualifizierenden Pflegestudiengang, der im Jahr 2020 an den Start ging. Zum 1. März 2021 folgte Wolfgang von Gahlen-Hoops einem Ruf der Christian-Albrechts-Universität zu Kiel (CAU) und übernahm die Professur für Didaktik der Pflege- und Gesundheitsberufe an der Medizinischen Fakultät. Seit diesem Zeitpunkt ist er auch der studiengangleitende Professor für den Master Pflegepädagogik an der CAU Kiel.
Im November 2024 wurde die Fachkommission nach dem Pflegeberufegesetz neu besetzt. Von Gahlen-Hoops wurde in diese Fachkommission berufen. Die Fachkommission wird vom Bundesministerium für Gesundheit (BMG) und vom Bundesministerium für Familie, Senioren, Frauen und Jugend (BMFSFJ) für die Dauer von jeweils fünf Jahren eingesetzt.
Wolfgang von Gahlen-Hoops ist verheiratet mit der Gesundheits- und Pflegewissenschaftlerin Undine von Gahlen.

## Forschungsschwerpunkte
Wolfgang von Gahlen-Hoops beschäftigt sich schwerpunktmäßig mit der Pflege- und Gesundheitsdidaktik, mit pflegewissenschaftlichen Fragestellungen sowie Fragen der Nachhaltigkeit.
Er gehörte im Herbst 2021, gemeinsam mit Frank Arens (2022 ausgeschieden), Elfriede Brinker-Meyendriesch und Roland Brühe, zu den Initiatoren der Gründung des „Deutschen Netzwerks für Qualitätsentwicklung in der Lehrerbildung Pflege und Gesundheit (DNQL)“.
Er ist Mitglied der Deutschen Gesellschaft für Pflegewissenschaft und arbeitet aktiv in deren Sektionen „Hochschulische Pflegebildung“ sowie „Bildung“ mit.

## Publikationen (Auswahl)
- Hoops, Wolfgang (2006): Eine kleine Phänomenologie des Helfens – Versuch über Husserl. In: Pflege&Gesellschaft. Zeitschrift für Pflegewissenschaft 11, Weinheim und Basel: Beltz Juventa, S. 44–49.
- Hoops, Wolfgang & Ulrike Greb (2008): «Demenz» – jenseits der Diagnose. Pflegedidaktische Interpretation und Unterrichtssetting. Frankfurt am Main. ISBN 978-3-938304-89-1.
- Hoops, Wolfgang (2013): Pflege als Performance – zum Darstellungsproblem des Pflegerischen. Bielefeld: transcript.
- von Gahlen-Hoops, Wolfgang (2018): Das Lehramtsstudium zum Berufspädagogen für Gesundheit und Pflege in MV – ein innovatives Kooperationsmodell zwischen der Universität Rostock und der Hochschule Neubrandenburg im Spiegel derzeitiger Rahmenbedingungen von (beruflichen) Lehramtsstudiengängen. In: Arens (Hrsg.): Lehrerausbildung der Gesundheitsfachberufe im Wandel. Von der Pflegepädagogik zur Berufspädagogik Pflege und Gesundheit. Festschrift für Elfriede Brinker-Meyendriesch zum 65. Geburtstag. Wissenschaftlicher Verlag Berlin. S. 144 f.
- von Gahlen-Hoops, Wolfgang (2019): Berufliche Fachrichtung und Fachdidaktik Gesundheit und Pflege. In: Kalisch, Claudia/Kaiser, Franz (Hrsg.): Bildung beruflicher Lehrkräfte – Wege in die pädagogische Königsklasse. Reihe: Berufsbildung, Arbeit und Innovation. Berlin: wbv. S. 177 f.
- Barre, Kisten & Kühme, Benjamin, Balzer, Sabine, von Gahlen-Hoops, Wolfgang (Hrsg.) (2018): Wege kritischen Denkens in der Pflege – eine Festschrift für Ulrike Greb. Frankfurt am Main: Mabuse (mit Beiträgen von Hartmut Remmers, Karl-Heinz Sahmel, Heiner Friesacher, Jonas Hänel, Barbara Knigge-Demal u. a.) Inhaltsverzeichnis
- Hänel, Jonas & von Gahlen-Hoops, Wolfgang (2020). Vage Blicke – Brüchiges Selbst? Zur konstellativen Neuformierung pflegerischer Subjektivität. In: Hänel, Jonas/Altmeppen, Sandra (Hrsg.): Subjekt – Pflege – Bildung. Diskurslinien in der pflegedidaktischen Arbeit von Roswitha Ertl-Schmuck. Weinheim: Beltz/ Juventa. S. 60 f.
- von Gahlen-Hoops, Wolfgang (2023): Pflegedidaktik als multiparadigmatische Disziplin. Eine Vorlesung zum Paradigmenproblem. In: von Gahlen-Hoops, Wolfgang & Genz, Katharina (Hrsg.) (2023): Pflegedidaktik im Überblick. Zwischen Transformation und Diffusion. transcript: Bielefeld. S. 125 f. Pflegedidaktik als multiparadigmatische Disziplin
- von Gahlen-Hoops, Wolfgang (2024): Entwicklungslinien des bundesdeutschen pflegedidaktischen Diskurses. In: Ertl-Schmuck, Roswitha / Hänel, Jonas / Fichtmüller, Franziska (Hrsg.): Pflegedidaktik als Disziplin. Eine systematische Einführung. Weinheim, Basel: Beltz Juventa, S. 46 f.

### Reihenherausgeberschaft
Wolfgang von Wahlen-Hoops ist Herausgeber der Reihe Pflege – Bildung – Wissen bei [transcript] Independent Academic Publishing, Bielefeld.
- von Gahlen-Hoops, Wolfgang & Schönefeld, Daniel (Hrsg.)(2022): Soziale Ordnungen des Sterbens. Theorie, Methodik und Einblicke in die Vergänglichkeit. transcript: Bielefeld. Soziale Ordnungen des Sterbens[11]
- von Gahlen-Hoops, Wolfgang & Genz, Katharina (Hrsg.)(2023): Pflegedidaktik im Überblick. Zwischen Transformation und Diffusion. transcript: Bielefeld. Pflegedidaktik im Überblick
- von Gahlen-Hoops, Wolfgang & Busch, Jutta (Hrsg.)(2023): Hochkomplexe Pflege von Kindern und Jugendlichen. Ein Weiterbildungscurriculum. transcript: Bielefeld. Hochkomplexe Pflege von Kindern und Jugendlichen
- von Gahlen-Hoops, Wolfgang & Brühe, Roland (Hrsg.)(2024): Handbuch Pflegedidaktik I. Pflegedidaktisch handeln. transcript: Bielefeld. ISBN 978-3-8252-6239-6
- von Gahlen-Hoops, Wolfgang & Brühe, Roland (Hrsg.)(2024): Handbuch Pflegedidaktik II. Pflegedidaktisch denken. transcript: Bielefeld. ISBN 978-3-8252-6240-2
- von Gahlen-Hoops, Wolfgang & Witzke, Robert (Hrsg.)(2024): Kinder und Jugendliche pflegen lernen. Neue Lernorte in der Pflegeausbildung. Bd. 3 der Reihe Pflege – Bildung – Wissen. transcript: Bielefeld. Vorschau
- von Gahlen-Hoops, Wolfgang & Genz, Katharina (Hrsg.)(2024): Bildungsarchitektur der Pflege in Deutschland (BAPID). Bestandsaufnahme und Empfehlungen für die Pflegebildung von morgen. Mit einem Vorwort von Christine Vogler. Unter Mitarbeit von Jana Herzberg. Bd. 4 der Reihe Pflege – Bildung – Wissen. transcript: Bielefeld. Digitalisat

## Videopodcasts
- pflegebildung: Roland Brühe im Gespräch mit Wolfgang von Gahlen-Hoops: Das Pflegerische. 12. Februar 2021. Videopodcast: Das Pflegerische
- pflegebildung: Episode 86: Roland Brühe im Gespräch mit Wolfgang von Gahlen-Hoops: Editor Chat – Handbuch Pflegedidaktik. 30. August 2024. 1:03:20 Stunde Videopodcast: Handbuch Pflegedidaktik